# CARNet
CARNet, abbreviazione di Croatian Academic and Research Network  (in croato Hrvatska akademska i istraživačka mreža) è un'organizzazione croata di ricerca accademica.

## Descrizione
La rete è stata fondata nel 1991 dal Ministero della Scienza e della Tecnologia e l'istituzione ha ufficialmente preso vita nel 1995 con un decreto del governo. L'obiettivo di CARnet è fornire le infrastrutture, la conoscenza e le risorse necessarie agli individui ed alle organizzazioni che desiderano operare nel settore dell'informazione.
Le attività del CARNet includono lo sviluppo ed il mantenimento del sistema universitario nazionale, collegandosi con le reti internazionali, costruendo le infrastrutture all'interno del paese e tutto ciò che è necessario allo sviluppo delle reti di comunicazione. Le attività dell'organizzazione sono strettamente collegate con il SRCE, il centro di elaborazione dell'università di Zagabria.